# Giuseppe Conte (écrivain)
Pour les articles homonymes, voir Giuseppe Conte (homonymie) et Conte (homonymie).
Giuseppe Conte, né le 15 novembre 1945 à Port-Maurice, est un écrivain et poète italien.

## Biographie
Il obtient le prix Stresa en 2009 pour L’adultera (La Femme adultère).

## Œuvres traduites en français
- Les Saisons [« Le stagioni »], trad. de, Asnières-sur-Oise, France, Éditions Royaumont, coll. « Les Cahiers de Royaumont », 1989, 56 p.  (ISBN 2-905271-22-1)
- L‘Océan et l’Enfant [« L’oceano e il ragazzo »], trad. de Jean-Baptiste Para, Saint-Nazaire, France, Éditions Arcane 17, coll. « L'Hippogriffe », 1989, 159 p. (ISBN 2-903945-44-2) édité erroné (BNF 35182114) - rééd. J. Brémond, 2002
- Le Manuscrit de Saint-Nazaire [« Manoscritto di Saint-Nazaire »], trad. de Jean-Baptiste Para, Saint-Nazaire, France, Maison des écrivains étrangers et des traducteurs, 1994, 82 p. (ISBN 2-903945-45-8) édité erroné (BNF 35705697)
- Terres du mythe [« Terre del mito »], trad. de Nathalie Campodonico, Saint-Nazaire, France, Éditions Arcane 17, coll. « L'Hippogriffe », 1994, 190 p.  (ISBN 2-903945-84-5)
- Le Roi Arthur et le Sans-logis [« Re Artu' e il senzatetto »], trad. de Jean-Yves Masson, Saint-Nazaire, France, M.E.E.T., 1995, 164 p.  (ISBN 2-903945-64-0)
- Villa Hanbury, trad. de Jean-Baptiste Para, Bordeaux, France, Éditions Escampette, 2002, 114 p.  (ISBN 2-914387-13-X)
- Le Troisième Officier [«  Il terzo ufficiale »], trad. de Monique Baccelli, Paris, Éditions Laurence Teper, 2007, 376 p.  (ISBN 978-2-916010-18-2)
- L’Homme qui voulait tuer Shelley [« La casa delle Onde »], trad. de Frédéric Klein, Paris, Éditions Phébus, coll. « D’aujourd'hui. Étranger », 2008, 308 p.  (ISBN 978-2-7529-0273-3)
- La Femme adultère [« L’adultera »], trad. de Monique Baccelli, Paris, Éditions Laurence Teper, 2008, 329 p.  (ISBN 978-2-916010-33-5)